# مينور ألبيزار
مينور ألبيزار (بالإسبانية: Minor Alpízar)‏ هو مدرب كرة قدم ولاعب كرة قدم كوستاريكي في مركز الدفاع، ولد في 27 سبتمبر 1959 في كوستاريكا. شارك مع منتخب كوستاريكا لكرة القدم. أما مع النوادي، فقد لعب مع نادي رامونينسي.

## وصلات خارجية
- مينور ألبيزار على موقع الاتحاد الدولي (مؤرشف)  (الإنجليزية)
- مينور ألبيزار على موقع ناشيونال فوتبول تيمز (الإنجليزية)
- مينور ألبيزار على موقع عالم كرة القدم.نت (الإنجليزية)
- مينور ألبيزار على موقع اللجنة الأولمبية الدولية (الإنجليزية)
- مينور ألبيزار على موقع أوليمبيديا (الإنجليزية)